# 天乙准花
天乙 准花（あまおと じゅんか、8月27日 - ）は、日本の女性声優、歌手。岐阜県出身。同人音楽サークル（てつ×ねこ、Team.ねこかん[猫]）のボーカリストJUNCAとしても活動している。血液型はO型。

## 経歴
- 2006年4月、フリーの声優として活動開始。以後同人商業でナレーション、オーディオブック、同人ゲームなどで活動を続ける傍ら、2007年頃より「歌い手」としての活動も開始。
- 2008年1月、Team.ねこかん[猫]のボーカルnyanyannyaとコラボした動画「受かるまでは眠らない!」にて、てつ×ねこに正式加入を果たす。ニコニコ動画、てつ×ねこではJUNCA名義で表記されている。
- 元シナリオライターであり、楽曲によっては自身で作詞を手掛けることもある。
- 2010年10月より放送のテレビアニメ『ヨスガノソラ』挿入歌のボーカルに起用され、スターチャイルドからメジャーデビューした。
- 小田原市にあるコミュニティFM、FMおだわらで生放送番組『ウタかた』のパーソナリティを担当。
- タカラトミーより発売された「くるくるペットパーク」のCMソングを担当。その他、多数のCMソングやナレーションで活動していることを明かしているが、はっきりと名前が表記されているものは数少ない。
- 株式会社アルティよりリリースされた、AndroidおよびiPhoneの無料アプリ『電卓少女』と『お知らせ少女』のヒロイン役を演じている。
- 2012年7月、テレビアニメ『ココロコネクト』のエンディングテーマ「ココロノカラ」のボーカルを担当。テレビアニメタイアップは1年半ぶりである。

## 人物
- 天乙准花の「じゅんか」という名前は、『ドラゴンクエストVI 幻の大地』にてキャラクターの名前を変更する際、本名を名付けることができなかったためできあがったという。その他『ドラクエ』で受験を断念したなど、『ドラクエ』に関するエピソードが多い。
- 無類のパンダ好きで、パンダグッズ収集中[1]。
- イベントやライブには出演しているが、てつ×ねこにて『ニコラジ』に出演した際は一人だけパンダのパジャマを着用し登場した。また着ぐるみ型のパジャマだったため、一人だけヘッドホンができなかった[2]。
- 自身のブログを書くときに、リンクを貼り忘れ名前で検索したところ若き自分の写真が出てきて自ら「私はこっちですよ？（パンダの写真）」とツイートをした。

## 出演
太字はメインキャラクター。

### ゲーム
- トラブル☆ウィッチーズ ねぉ!（メルル＝メール）
- Carnage Heart EXA（2010年、A1）
- 魔神少女 -Chronicle 2D ACT-（2014年、アル、ブラッド、ヴェーリー）
  - 魔神少女 エピソード2 -願いへの代価-（2015年、ブラッド）
  - 魔神少女 エピソード3 -勇者と愚者-（2017年、アル）
- ブレイブダンジョン（2016年、アル）
  - ブレイブダンジョン+魔神少女COMBAT（2017年、アル）
- JUDGE EYES:死神の遺言（2018年）

#### オンラインゲーム
- アイコレ（美導凪）
- お知らせ少女（阿僧祇なゆた）
- 超契約!!シヴェナリア（ティアナ）
- 超破壊バルバロッサ!（リィネ）
- 電卓少女（阿僧祇なゆた）
- マギアブレイク

#### ソーシャルゲーム
- 声優学園 女子校（一之瀬一葉）
- 電脳パンデミック（ナレーション）
- 初恋!ピュア学園（水越サキ）

#### 同人ゲーム
- コープスパーティー ブラッドカバー（2008年、中嶋直美）
- ノゾミカナエタマエ 〜Daydream Reconstruct〜（2009年、鼓）
- Rosenkreuzstilette（グローラ・ザイファルト）
- Rosenkreuzstilette Freudenstachel（グローラ・ザイファルト）
- 魂これ 大和まほろば 地魂これくしょん（2022年、志摩、加賀[3]）※ブラウザゲーム

### ナレーション
- 伊豆急行株式会社DVD「伊豆急100系復活の軌跡」
- 株式会社ジーアングルPV
- つい心がかたくなになったとき読む本（オーディオブック）
- 電脳パンデミックPV
- 夢をかなえるツイッター（オーディオブック）

## ディスコグラフィ
以下のリストには、天乙准花・JUNCA以外の名義の楽曲も含む。

### シングル
|                    | 発売日             | タイトル                                                 | 規格品番           | 備考 |                    |                    |
| 同人・インディーズ | 同人・インディーズ | 同人・インディーズ                                       | 同人・インディーズ | 同人・インディーズ | 同人・インディーズ | 同人・インディーズ |
| ------------------ | ------------------ | -------------------------------------------------------- | ------------------ | --- | ------------------ | ------------------ |
| 1st                | 2008年5月1日       | Re:Vive〜Under The Moon Light〜/Shooooting☆Stars!（5th） |                    | てつ×ねこ名義。両A面であり、「Shooooting☆Stars!」のボーカル・作詞をJUNCAが担当。イベントのみの販売で、約50部限定。               |                    |                    |
| 2nd                | 2008年10月13日     | カエルウタ（6th）                                        |                    | てつ×ねこ名義。A面・B面、ボーカルはJUNCAが担当。B面のみ作詞も担当。                                                              |                    |                    |
| 3rd                | 2009年5月13日      | アライブ（8th）                                          |                    | Team.ねこかん[猫]名義。「リアライズ」のボーカルはJUNCAが担当。両面とも作詞も担当。ベルウッド・レコードよりインディーズデビュー。 |                    |                    |
| メジャー           |                    |                                                          |                    | |                    |                    |
| 1st                | 2010年10月27日     | ツナグキズナ                                             | KICM-3215          | Team.ねこかん[猫] featuring.天乙准花名義                                                                                         |                    |                    |
| 2nd                | 2012年4月04日      | ずっと×3                                                 | YZAE-5017          | PSPゲーム『華鬼 〜夢のつづき〜』エンディングテーマ                                                                               |                    |                    |
| ※                  | 2020年11月19日     | Mind And Blind／Variante -異形の愛-                      |                    | PCゲーム『家属〜母と姉妹の嬌声〜』オープニングテーマ                                                                             |                    |                    |

### ミニアルバム
|     | 発売日        | タイトル         | 規格品番 |
| --- | ------------- | ---------------- | -------- |
| 1st | 2011年5月18日 | パラダイムシフト | TNK-0011 |

### 歌手参加楽曲
| 発売日         | 商品名                                                 | 歌       | 楽曲                                                     | 備考                                                                         |
| -------------- | ------------------------------------------------------ | -------- | -------------------------------------------------------- | ---------------------------------------------------------------------------- |
| 2008年5月5日   | 収穫の十二月 オリジナルサウンドトラック                | 天乙准花 | 「Spring, Blue」                                         | 同人ゲーム『収穫の十二月〜春』主題歌                                         |
| 2008年5月5日   | 収穫の十二月 オリジナルサウンドトラック                | 天乙准花 | 「今宵、牙なき月の下で」                                 | 同人ゲーム『収穫の十二月〜夏』主題歌                                         |
| 2008年5月5日   | 収穫の十二月 オリジナルサウンドトラック                | 天乙准花 | 「今宵、牙なき月の下で 改」                              |                                                                              |
| 2008年12月17日 | アニメ☆ダンス オンライン                               | 天乙准花 | 「月のワルツ」                                           |                                                                              |
| 2009年5月5日   | ルーデシア オリジナルサウンドトラック                  | 天乙准花 | 「ルーデシア」                                           | 同人ゲーム『ルーデシア Spidering with Scraping』主題歌                       |
| 2009年8月19日  | EXIT TUNES PRESENTS STARDOM 2                          | 天乙准花 | 「ウッーウッーウマウマ(゜∀゜)(Team.ねこかん[猫] Remix)」 |                                                                              |
| 2010年2月03日  | EXIT TUNES PRESENTS STARDOM 3                          | 天乙准花 | 「デPたん愛のテーマ」                                    |                                                                              |
| 2010年8月4日   | 超アニメビート                                         | 天乙准花 | 「トライアングラー」                                     |                                                                              |
| 2010年9月16日  | ロックマン改 アレンジしてみた!!                        | 天乙准花 | 「ミチナルチカラ〜Eight Power of Rock!〜」               |                                                                              |
| 2011年3月23日  | 歌なんかぜんぜん歌いたくないんだからねっ!!             | 天乙准花 | 「Labyrinth Labyrinth」                                  | テレビアニメ『お兄ちゃんのことなんかぜんぜん好きじゃないんだからねっ!!』     |
| 2012年10月24日 | ココロコネクト ヒトランダム 上 特典CD                  | 天乙准花 | 「ココロノカラ」                                         | テレビアニメ『ココロコネクト』ヒトランダムED主題歌                           |
| 2013年6月26日  | Twilight Sky                                           | 天乙准花 | 「りんごのねごと〜Ring on one,go to...」                 | ゲーム『エスカ&ロジーのアトリエ 〜黄昏の空の錬金術士〜』エスカイベントテーマ |
| 2013年6月28日  | ノスフェラトゥのオモチャ☆彡 初回限定版特典CD           | 天乙准花 | 「わたしのオモチャ」                                     | PCゲーム『ノスフェラトゥのオモチャ☆彡』主題歌                                |
| 2014年1月31日  | 愛サレるームメイトサウンドトラック〜おなじ屋根の下で〜 | 天乙准花 | 「スバラシイセカイ」                                     | PCゲーム『愛サレるームメイト』オープニングテーマ                             |
| 2016年8月26日  | 1分の2恋ゴコロ 特典CD                                  | 天乙准花 | 「雪跡」                                                 | PCゲーム『1分の2恋ゴコロ』オープニングテーマ                                 |
| 2017年8月25日  | ワガママハイスペック OC ボーカルアルバム               | 天乙准花 | 「Brightness」                                           | PCゲーム『ワガママハイスペックOC』千歳ルートエンディング                     |
| 2018年1月      | ナマイキデレーションOST                                | 天乙准花 | 「キミとコイしてきがついたコト。」                       | PCゲーム『ナマイキデレーション』エンディングテーマ                           |
|                | なりそこないのよすが ORIGINAL SOUNDTRACK               | 天乙准花 | 「Refrain」                                              | 同人ゲーム『なりそこないのよすが』エンディングテーマ                         |

### 収録CD不明
- ゲーム『小鳩ヶ丘高校女子ぐろ〜部 Gleam of Force』挿入歌「宇宙刑事AMMY」
- 同人ゲーム『神事双劇カーニバル Cage fighting,Rage beauties』OP主題歌「宵闇」

### 同人楽曲CD
- StudioGIW 歌集Vol.1「終暦聖歌」+ボイスドラマ（「幻想産業」収録）
- COLOR-FULL（2016年12月31日）

### 作詞提供
- エンギ・スリーピース （遠藤綾）「夢で逢いましょう」（2011年）